# Arquidiócesis de Onitsha
La arquidiócesis de Onitsha (en latín: Archidioecesis Onitshana y en inglés: Roman Catholic Archdiocese of Onitsha) es una circunscripción eclesiástica de la Iglesia católica en Nigeria. Se trata de una arquidiócesis latina, sede metropolitana de la provincia eclesiástica de Onitsha. Desde el 1 de septiembre de 2003 su arzobispo es Valerian Okeke.

## Territorio y organización
La arquidiócesis tiene 1390 km² y extiende su jurisdicción sobre los fieles católicos de rito latino residentes en parte del estado de Anambra, en las áreas de gobierno local de: Dunukofia, Idemili North, Idemili South, Ogbaru, Onitsha North y Onitsha South.
La sede de la arquidiócesis se encuentra en la ciudad de Onitsha, en donde se halla la Catedral basílica de la Santísima Trinidad.
La arquidiócesis tiene como sufragáneas a las diócesis de: Abakaliki, Aguleri, Awgu, Awka, Ekwulobia, Enugu, Nnewi y Nsukka.
En 2023 en la arquidiócesis existían 126 parroquias.

## Historia
La prefectura apostólica del Bajo Níger fue erigida el 25 de julio de 1889, con el decreto Ad fovendam magis de la Congregación de Propaganda Fide, derivando el territorio del vicariato apostólico de las Dos Guineas (hoy arquidiócesis de Libreville).
El 16 de abril de 1920, en virtud del breve Quae catholico del papa Benedicto XV, la prefectura apostólica fue elevada a vicariato apostólico Nigeria Meridional.
Para las necesidades de la naciente comunidad cristiana local, el vicario apostólico Shanahan, espiritano de origen irlandés, fundó en su tierra natal la Sociedad de San Patricio para las Misiones Extranjeras y las Hermanas Misioneras de Nuestra Señora del Santo Rosario.
El 9 de julio de 1934 mediante la bula Ad enascentis de papa Pío XI cedió algunas porciones de su territorio para la erección de las prefecturas apostólicas de Benue (hoy diócesis de Makurdi) y de Calabar (hoy arquidiócesis de Calabar), y a la vez asumió el nombre de vicariato apostólico de Onitsha-Owerri.
El 12 de febrero de 1948 el vicariato se dividió en los vicariatos apostólicos de Onitsha y Owerri (hoy arquidiócesis de Owerri) mediante la bula In christianum del papa Pío XII.
El 18 de abril de 1950 el vicariato apostólico de Onitsha fue elevado al rango de arquidiócesis metropolitana con la bula Laeto accepimus del papa Pío XII. Inicialmente le fueron asignadas como sufragáneas las diócesis de Owerri, Calabar y Buea; esta última entró en la provincia eclesiástica de la arquidiócesis de Yaundé el 5 de junio de 1962.
Posteriormente, la arquidiócesis cedió partes de su territorio para la erección de sus diócesis sufragáneas de:
- Enugu, el 12 de noviembre de 1962 mediante la bula Quod divinus del papa Juan XXIII;[7]
- Awka, el 10 de noviembre de 1977 mediante la bula Verba Christi del papa Pablo VI;[8]
- Nnewi, el 9 de noviembre de 2001 mediante la bula Ministerium apostolicum del papa Juan Pablo II;[9]
- Aguleri, el 12 de febrero de 2023 por el papa Francisco.

## Estadísticas
Según el Anuario Pontificio y el Boletín de la Santa Sede en 2023 la arquidiócesis tenía un total de 1 857 060 fieles bautizados.
| Año                                                                             | Población            | Población | Población      | Sacerdotes | Sacerdotes    | Sacerdotes    | Bautizados por sacerdote | Diáconos permanentes | Religiosos | Religiosos | Parroquias |
| Año                                                                             | Bautizados católicos | Total     | % de católicos | Total      | Clero secular | Clero regular | Bautizados por sacerdote | Diáconos permanentes | Varones    | Mujeres    | Parroquias |
| ------------------------------------------------------------------------------- | -------------------- | --------- | -------------- | ---------- | ------------- | ------------- | ------------------------ | -------------------- | ---------- | ---------- | ---------- |
| 1950                                                                            | 139 390              | 1 250 000 | 11.2           | 111        | 58            | 53            | 1255                     |                      |            | 40         |            |
| 1970                                                                            | 380 000              | 1 291 800 | 29.4           | 50         | 35            | 15            | 7600                     |                      | 15         | 43         | 4          |
| 1980                                                                            | 375 000              | 960 000   | 39.1           | 63         | 50            | 13            | 5952                     |                      | 38         | 91         | 34         |
| 1990                                                                            | 754 498              | 1 174 744 | 64.2           | 137        | 111           | 26            | 5507                     |                      | 82         | 228        | 66         |
| 1999                                                                            | 1 426 559            | 2 173 536 | 65.6           | 293        | 256           | 37            | 4868                     |                      | 116        | 357        | 111        |
| 2000                                                                            | 1 543 213            | 2 260 209 | 68.3           | 280        | 243           | 37            | 5511                     |                      | 128        | 449        | 113        |
| 2001                                                                            | ?                    | 1 558 714 | ?              | 290        | 267           | 23            | ?                        |                      | 132        | 436        | 68         |
| 2002                                                                            | 1 072 127            | 1 608 190 | 66.7           | 265        | 243           | 22            | 4045                     |                      | 77         | 412        | 75         |
| 2003                                                                            | 1 094 873            | 1 648 395 | 66.4           | 289        | 261           | 28            | 3788                     |                      | 109        | 420        | 77         |
| 2004                                                                            | 1 373 660            | 2 060 490 | 66.7           | 299        | 265           | 34            | 4594                     |                      | 119        | 410        | 85         |
| 2013                                                                            | 1 761 000            | 2 642 000 | 66.7           | 336        | 304           | 32            | 5241                     |                      | 133        | 597        | 151        |
| 2016                                                                            | 1 913 423            | 2 870 133 | 66.7           | 367        | 340           | 27            | 5213                     |                      | 153        | 569        | 160        |
| 2019                                                                            | 2 141 900            | 3 142 460 | 68.2           | 512        | 471           | 41            | 4183                     |                      | 129        | 702        | 183        |
| 2021                                                                            | 2 133 231            | 4 266 462 | 50.0           | 397        | 360           | 37            | 5373                     |                      | 132        | 633        | 184        |
| 2023                                                                            | 2 215 025            | 4 060 880 | 54.5           | 548        | 528           | 20            | 4042                     |                      | 84         | 702        | 189        |
| 2023                                                                            | 1 857 060            | 2 203 820 | 84.3           | 428        | 415           | 13            | 4338                     |                      | 78         | 392        | 126        |
| Fuente: Catholic-Hierarchy, que a su vez toma los datos del Anuario Pontificio. |                      |           |                |            |               |               |                          |                      |            |            |            |

## Episcopologio
- Joseph Émile Lutz, C.S.Sp. † (7 de abril de 1889-17 de abril de 1895 falleció)
- Joseph-Marie Reling, C.S.Sp. † (septiembre de 1896-4 de julio de 1898 renunció)
- René-Alexis Pawlas, C.S.Sp. † (21 de diciembre de 1898-15 de marzo de 1900 falleció)
- Léon-Alexander Lejeune, C.S.Sp. † (23 de mayo de 1900-5 de septiembre de 1905 falleció)
- Joseph Ignatius Shanahan, C.S.Sp. † (20 de septiembre de 1905-21 de mayo de 1931 renunció)
- Charles Heerey, C.S.Sp. † (21 de mayo de 1931 por sucesión-6 de febrero[11] de 1967 falleció)
- Francis Arinze (26 de junio de 1967-9 de marzo de 1985 renunció)
- Stephen Nweke Ezeanya † (9 de marzo de 1985-25 de febrero de 1995 retirado)
- Albert Kanene Obiefuna † (25 de febrero de 1995-1 de septiembre de 2003 renunció)
- Valerian Okeke, desde el 1 de septiembre de 2003